# 川泡桐
川泡桐（学名：Paulownia fargesii）是玄参科泡桐属的植物，为中国的特有植物。分布于中国大陆的湖北、贵州、云南、湖南、四川等地，生长于海拔1,200米至3,000米的地区，多生在野生、林中以及坡地，目前尚未由人工引种栽培。